# Parc de la Lékédi
Le Parc de la Lékédi est un parc naturel privé, situé au sud du Gabon. Il est géré par une entreprise, la SODEPAL.

## Données géographiques
Le parc de la Lékédi est situé au Sud-Est du Gabon, dans la région du Haut-Ogooué, à 100 km de Franceville et à 50 km de la cité minière de Moanda. La ville la plus proche du parc est Bakoumba, à 7 km, le chef-lieu du département de Lékoko. La frontière avec la République du Congo est à 50 km du parc environ. Le parc occupe 14 000 hectares entièrement clôturés ; il est long de 20 km et large de 7 km. Il est traversé par plusieurs rivières dont les deux plus importantes sont la Missombo et la Lékédi. Il comporte deux grands lacs, le lac Lékédi (120 ha) et le lac Missombo (80 ha).

## Administration
Le parc de la Lékédi est un parc privé. Il est géré par une société anonyme, la SODEPAL (Société d'exploitation du Parc de la Lékédi), dont l'actionnaire majoritaire est la Comilog (Compagnie minière du Haut-Ogooué), elle-même filiale du groupe Eramet. Depuis 2007, le directeur d'exploitation est Eric Willaume. La SODEPAL emploie actuellement une cinquantaine d'employés et est basée à Bakoumba.

## Historique
À partir des années 1960, la Comilog, qui exploite le manganèse dans la région du Haut-Ogooué, transporte le minerai vers le Congo-Brazzaville par un téléphérique de 76 km de long. Un centre de maintenance est créé à Bakoumba, situé à mi-chemin entre les deux extrémités de la structure, ce qui entraîne une forte croissance de l'activité dans ce village, devenu une ville. En 1991, l'activité du téléphérique est stoppée, le manganèse transitant désormais par voie ferroviaire. Afin de conserver les emplois, il est décidé de créer de nouvelles activités, la pisciculture et la préservation d'animaux sauvages.

## Écosystèmes, faune, flore

### Écosystèmes et gestion de l'espace
Le parc de la Lékédi est situé sur une formation gréseuse, supportant des sols ferralitiques profonds, argileux et perméables. La végétation naturelle dans ce milieu est constituée de forêts primaires et secondaires, dites « sempervirentes ombrophiles ».
Le parc de la Lékédi est couvert d'espaces de forêts, de savane, de savane arborescente et de marais dans les bas-fonds. Il est divisé en trois modules, dont l'occupation et la gestion sont distincts.
|          | Surface   | Écosystèmes                    | Opérations de gestion               |
| -------- | --------- | ------------------------------ | ----------------------------------- |
| Module 1 | 650 ha    | Savanes principalement         | Entretien des savanes               |
| Module 2 | 1 750 ha  | Mosaïque de savane et forêt    | Entretien des savanes et pistes     |
| Module 3 | 11 600 ha | Forêt dense (forêt secondaire) | Entretien des pistes (peu fréquent) |

L'entretien des savanes consiste à les couper régulièrement, de sorte que les animaux ne soient pas masqués par les herbes.

### Espèces végétales remarquables
Les espèces végétales rencontrées dans le parc de la Lékédi sont celles qui sont présentes en général dans les savanes et forêts denses du Gabon. On n'y a pas répertorié d'espèce végétale rare ou protégée. On y trouve à titre d'exemple :
- le parasolier ;
- le rotin ;
- l'okoumé (Aucoumea klaineana de la famille des Burseraceae) ;
- des fougères arborescentes ;
- la liane à eau (qui laisse s'écouler de grandes quantités d'eau potable quand on la coupe) ;
- « l'arbre adultère » (genre Barteria, famille des Passifloraceae), où vivent de nombreuses fourmis, et auquel étaient traditionnellement attachées les épouses soupçonnées d'adultère ;
- les Aframomum (famille des Zinziberaceae), ou gingembre sauvage, plante d'environ 1 mètre qui produit des fruits dont les grands singes sont très friands.

### Espèces animales remarquables
Toutes les espèces présentes dans le parc sont autochtones, excepté les impalas, importés de Namibie. Un suivi particulier est accordé aux grands singes, gorilles et chimpanzés. On y trouve aussi des sitatungas, des guibs, des mandrills, des buffles, de nombreuses espèces de petits singes et d'oiseaux, ainsi que des panthères.

## Activités

### Tourisme
Le parc a une activité d'accueil touristique. Il propose des visites ciblées selon les animaux que souhaitent voir les visiteurs (gorilles, chimpanzés, impalas, mandrills…) ; chaque visite dure une demi-journée. L'interdiction de la chasse et des consignes strictes sur la limitation de la vitesse des automobiles à l'intérieur du parc permettent de diminuer considérablement l'effarouchement des animaux (buffles, antilopes), désormais facilement visibles. Le parc dispose d'un sentier botanique et d'équipements destinés à faciliter l'observation des animaux et du paysage : pont surplombant un enclos…

### Sauvegarde d'animaux protégés
Le parc est un des lieux d'accueil possibles pour les grands singes, chimpanzés et gorilles (ces espèces sont protégées au Gabon), confisqués à des particuliers par les Eaux et Forêts lors d'opérations anti-braconnage. Souvent jeunes orphelins, ils sont progressivement réadaptés à la vie en forêt au sein du parc. Il existe aussi un programme de réintroduction de gorilles des plaines de l'ouest (gorilla gorilla gorilla) avec la fondation Aspinal.  

### Collaboration à des programmes scientifiques
Le Parc de la Lékédi collabore avec le CIRMF (Centre international de recherches médicales de Franceville) et le CNRS pour des programmes de recherche médicale et éthologique sur les singes et les grands singes, en particulier les mandrills.

### Pisciculture
Le Parc accueille des activités de pisciculture de tilapia en étang. Avec une production de 120 T/an environ, la SODEPAL est le premier producteur piscicole du pays[réf. souhaitée]. La production de tilapia a été initiée en 1991 à l'arrêt du téléphérique, afin de générer un complément de revenu. Les raisons du choix de cette production furent un site favorable à la création et au maintien d'étangs, une température élevée toute l'année, une grande disponibilité en eau, l'éloignement de la mer, ce qui limite la concurrence sur le marché du poisson, la proximité de Franceville et de Moanda, ainsi que la présence des touristes, ce qui assure des débouchés pour la production.
À l'origine, la Comilog avait opté pour un système d'élevage extensif, puis par la suite, en 1992, il a été décidé de s'orienter vers une production semi-intensive.
Le cycle piscicole s'articule autour de quatre étapes :
- la pêche des alevins et le transfert vers les bassins de prégrossissement ;
- le prégrossissement (4,5 mois) ;
- le grossissement (10 mois) ;
- la pêche commerciale (2 jours par semaine), puis la commercialisation auprès des grossistes de Bakoumba, Moanda et Franceville, ainsi que l'utilisation au restaurant de la SODEPAL. La vente s'effectue en poissons entiers de différentes tailles de 100 à plus de 300 g, ainsi qu'en filets.